# هاوال
هاوال (به انگلیسی: Haval) یک کارخانه ی  خودروساز است که متعلق به خودروساز چینی گریت وال موتورز است که محصولات آن را خودروهای اس‌یووی تشکیل می‌دهند.این شرکت در مارس ۲۰۱۳ راه اندازی شد.

## تاریخچه
هاوال شرکت تابعه گریت وال موتورز است که محصولات آن را خودروهای اس‌یووی تشکیل می‌دهند. این شرکت به جز چین در کشورهای دیگری همچون استرالیا، آرژانتین، بنگلادش، بلغارستان، نیوزلند، روسیه، آفریقای جنوبی، بنین، تونس، ساحل عاج، شیلی، پاراگوئه، اکوادور، گواتمالا، بولیوی، پرو، مالزی، عربستان سعودی، امارات، عراق و ایران نیز محصولات خود را ارائه می‌دهد.
خودروهای هاوال در دو مدل و با لوگوهای لوگو آبی و قرمز عرضه می‌شوند؛ خودروهای لوگو آبی بیشتر قشر جوان جامعه و خودروهای لوگو قرمز نیز بیشتر خانواده‌ها را هدف گرفته‌اند.

## محصولات
محصولات فعلی این خودروساز عبارتند از:

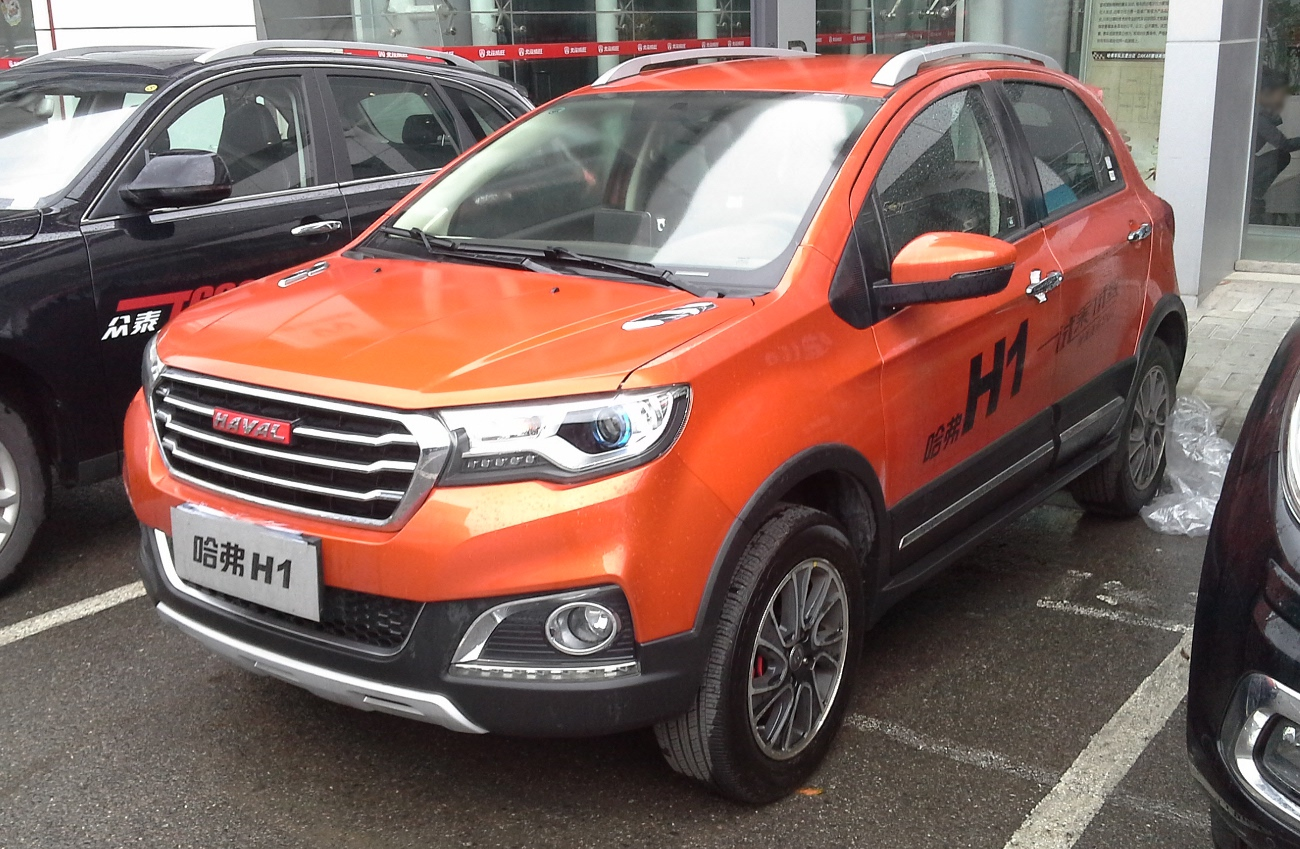
هاوال اچ۱
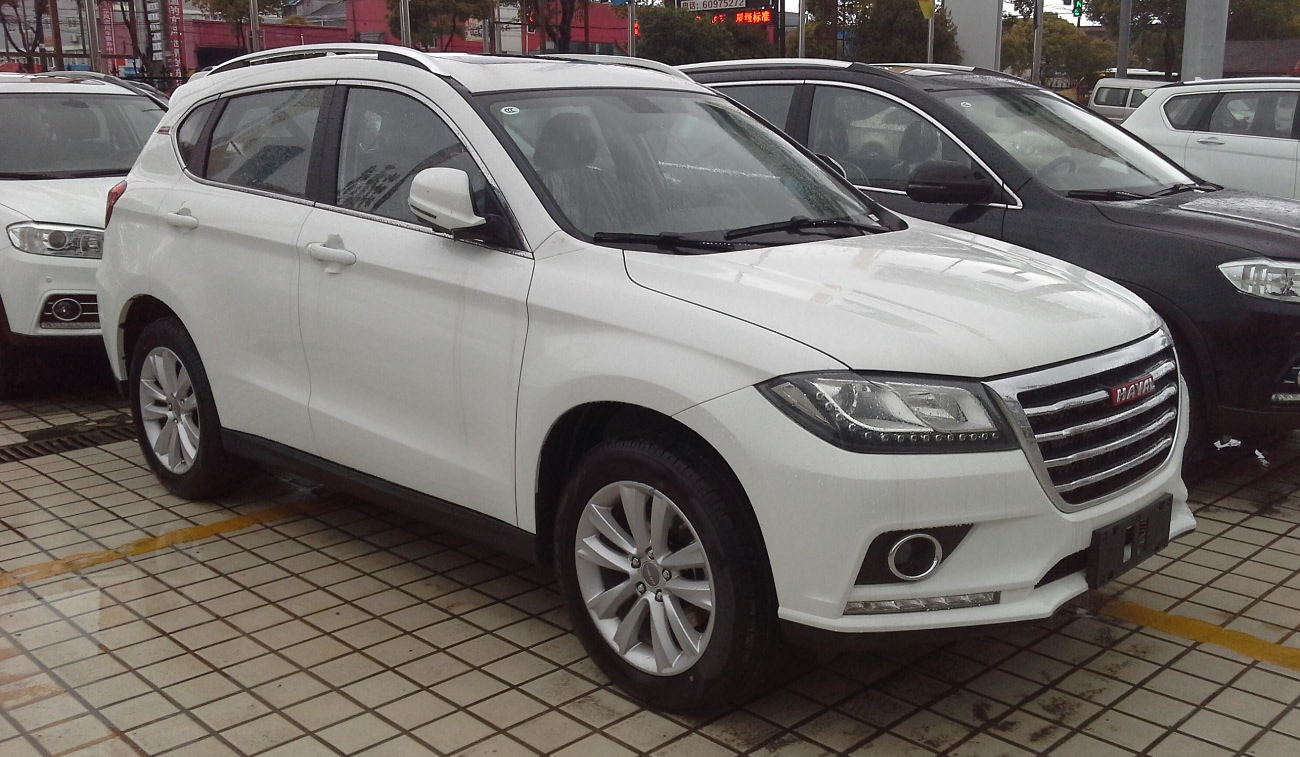
هاوال اچ۲
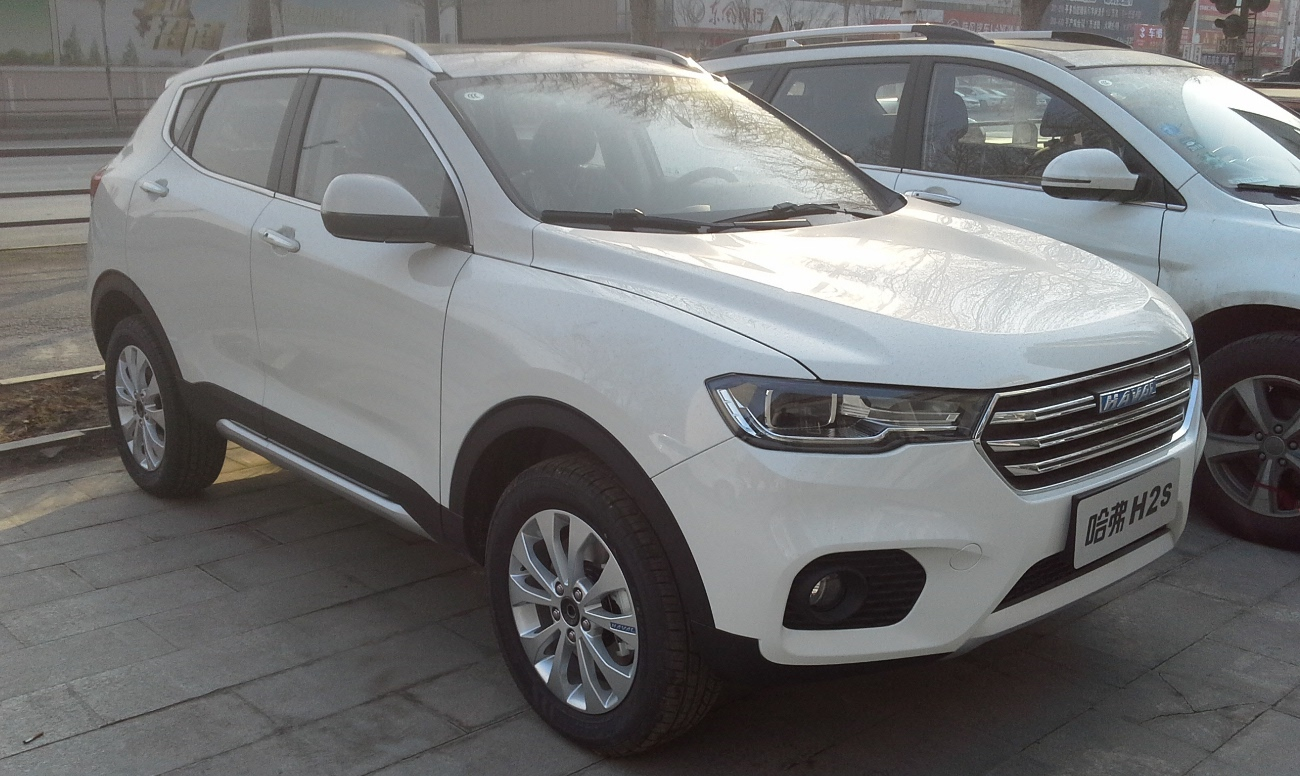
هاوال اچ۲اس
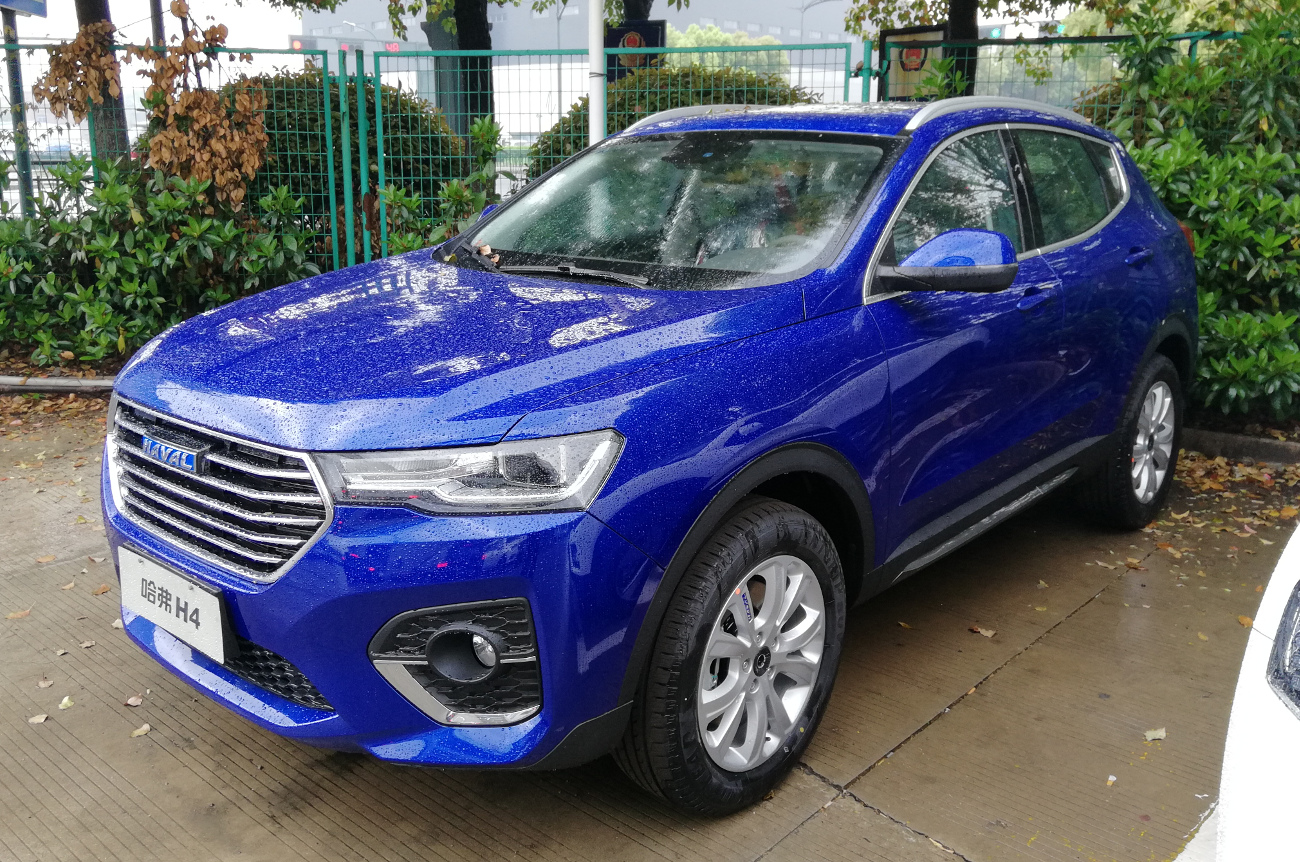
هاوال اچ۴
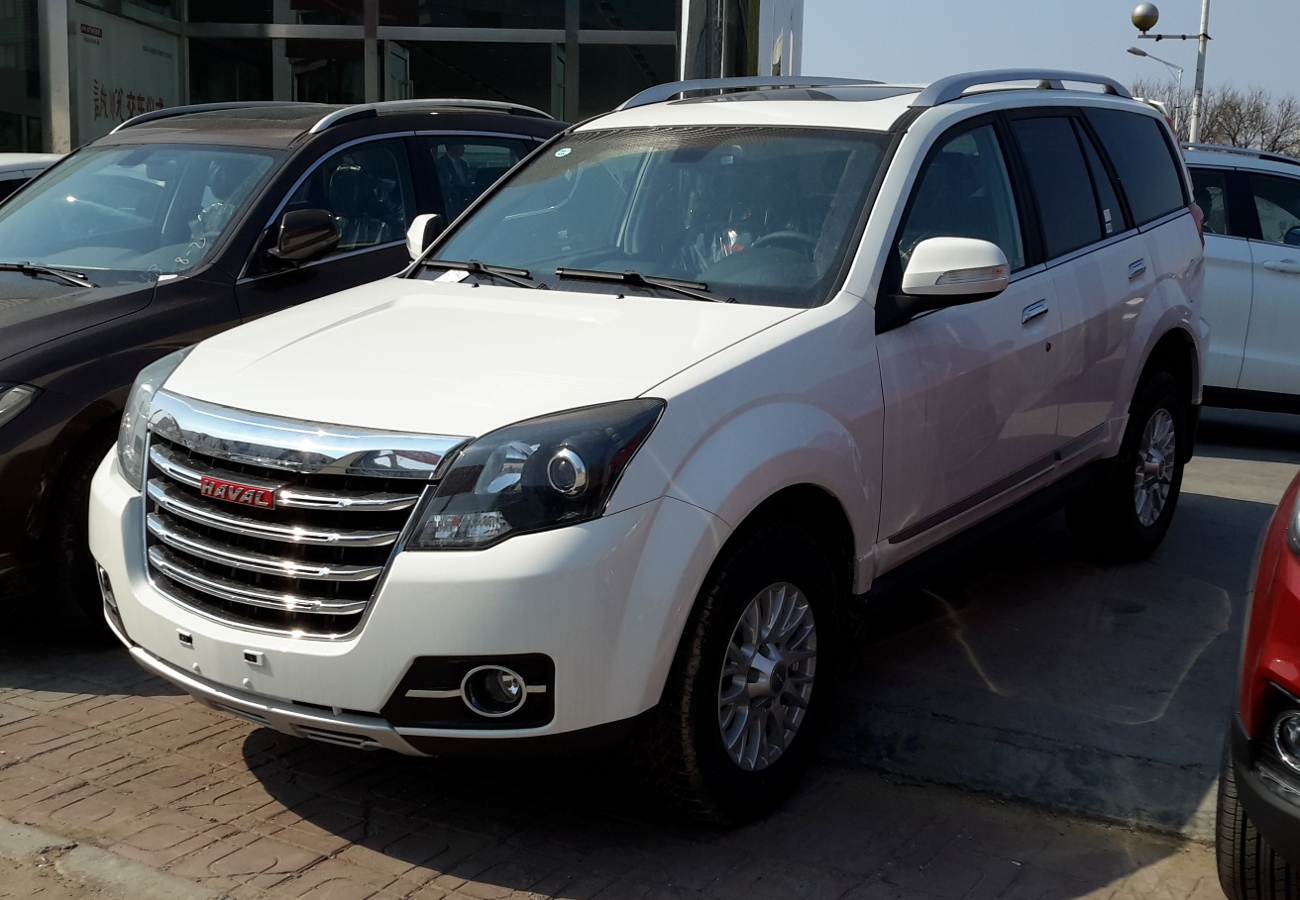
هاوال اچ۵
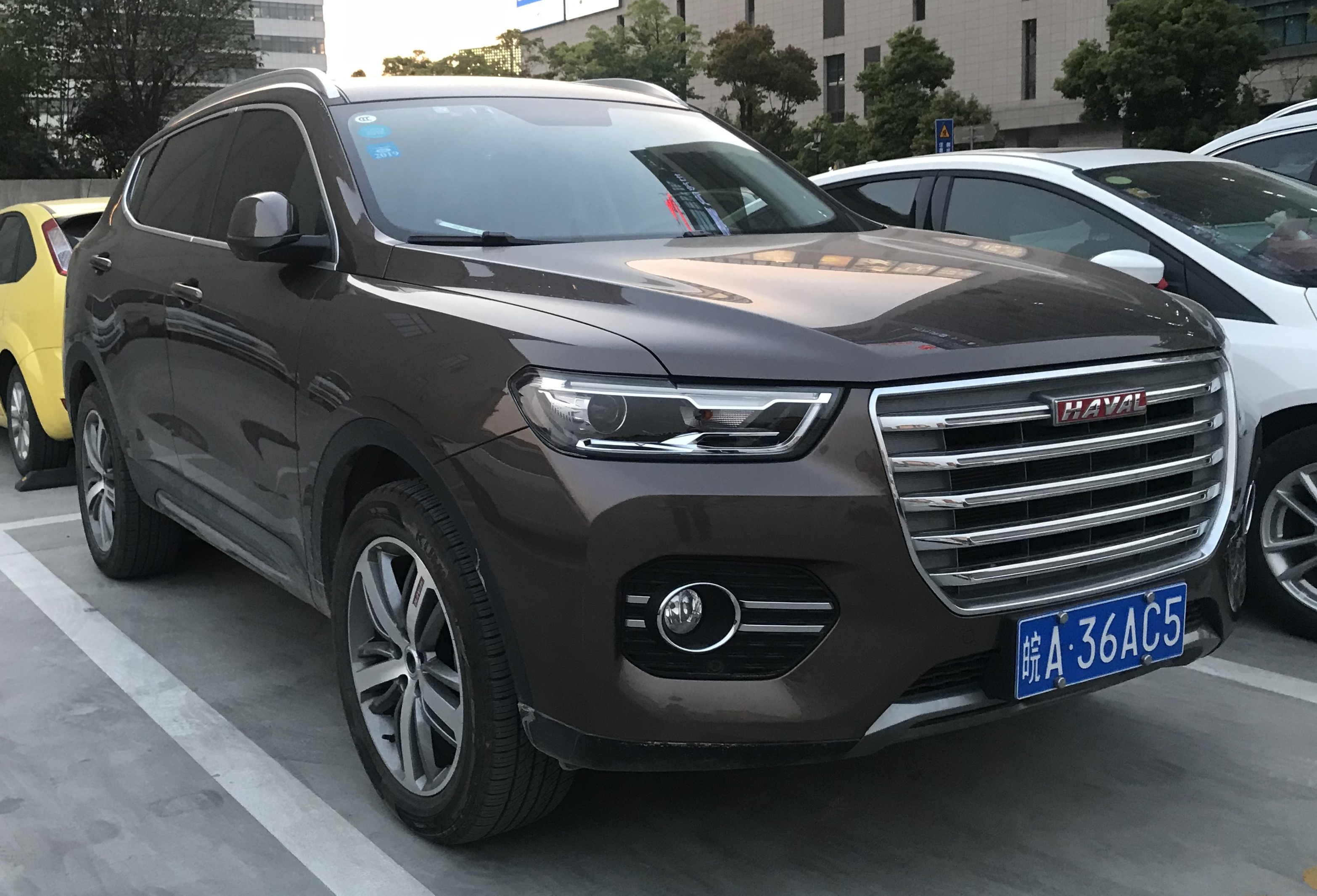
هاوال اچ۶
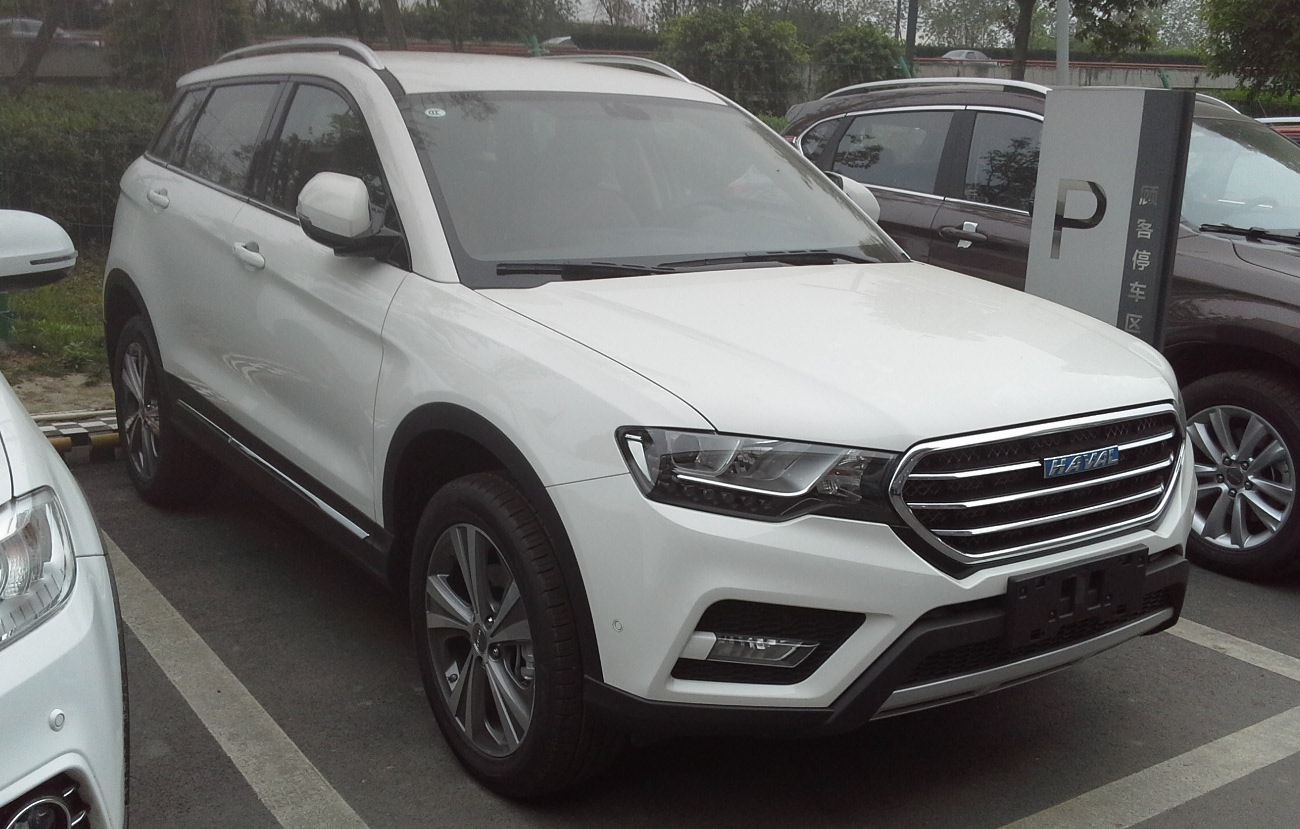
هاوال اچ۶ کوپه
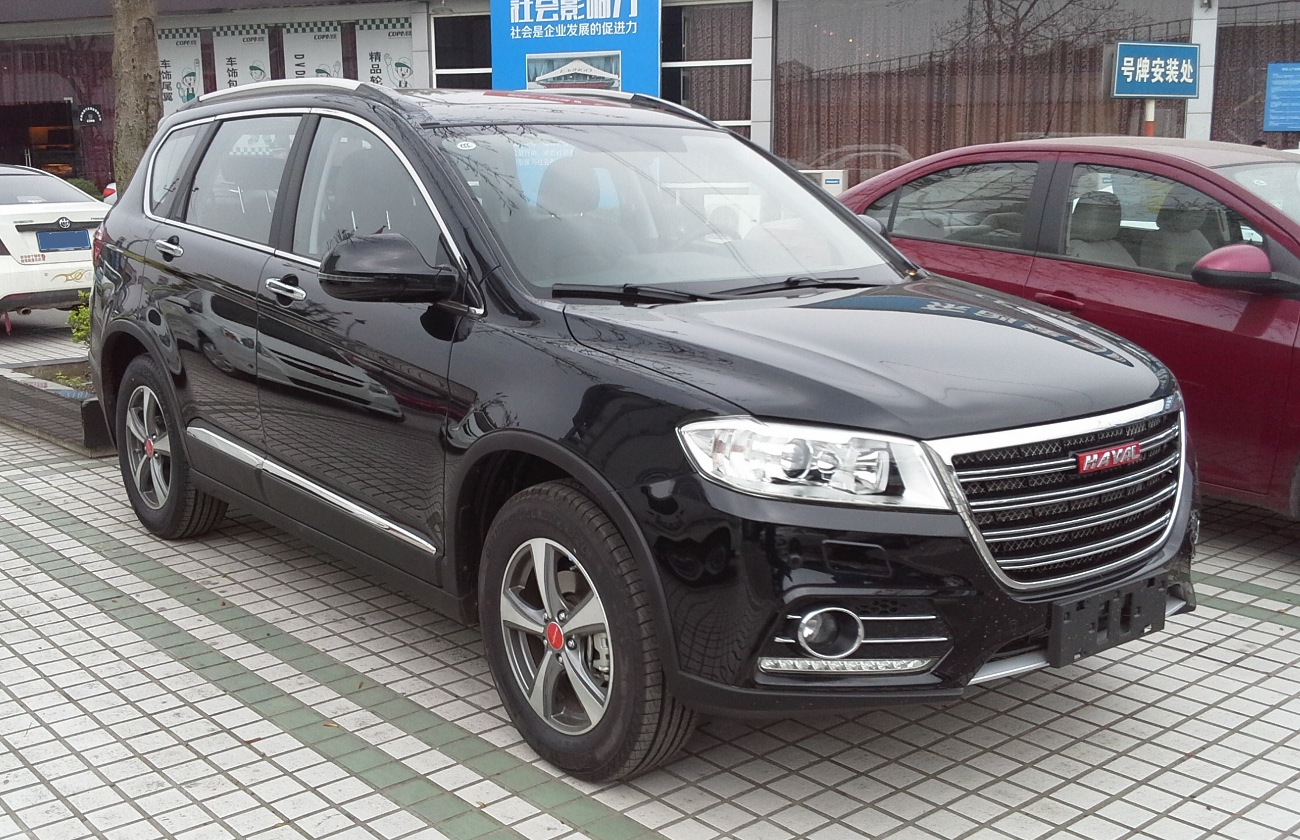
هاوال اچ۶ اسپرت
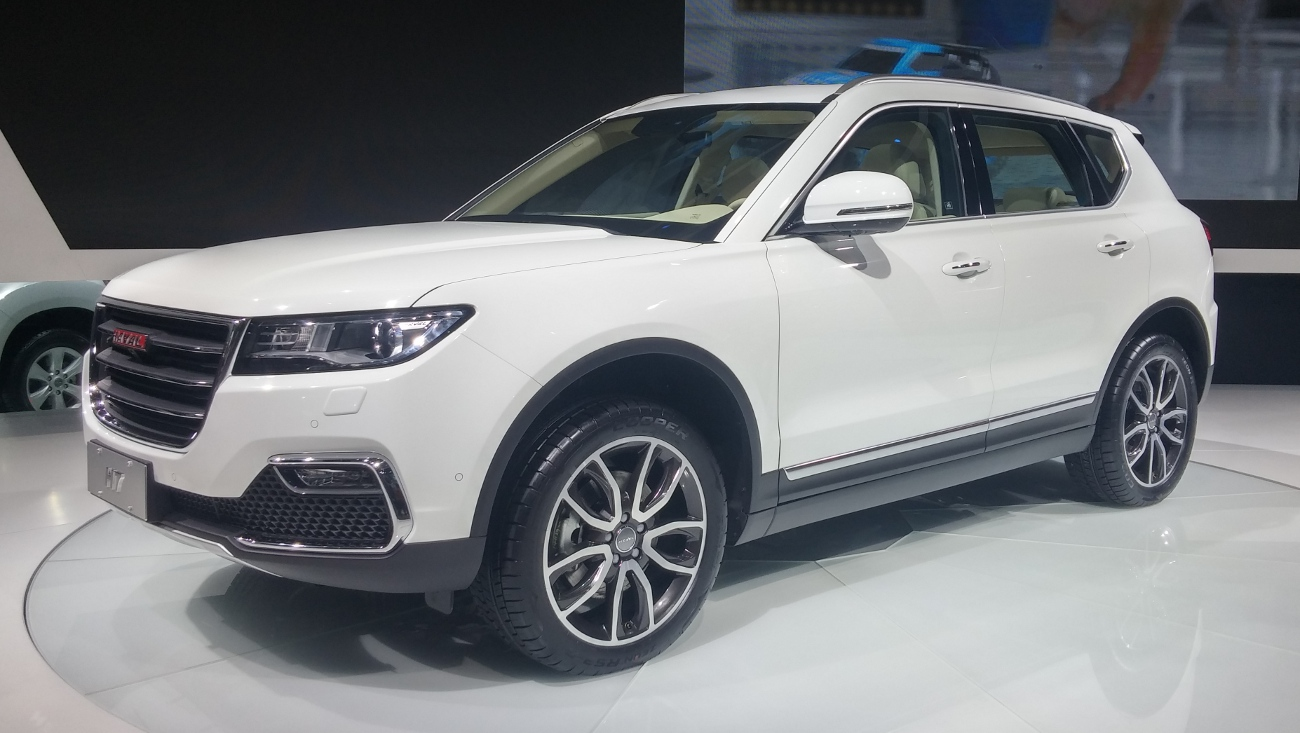
هاوال اچ۷
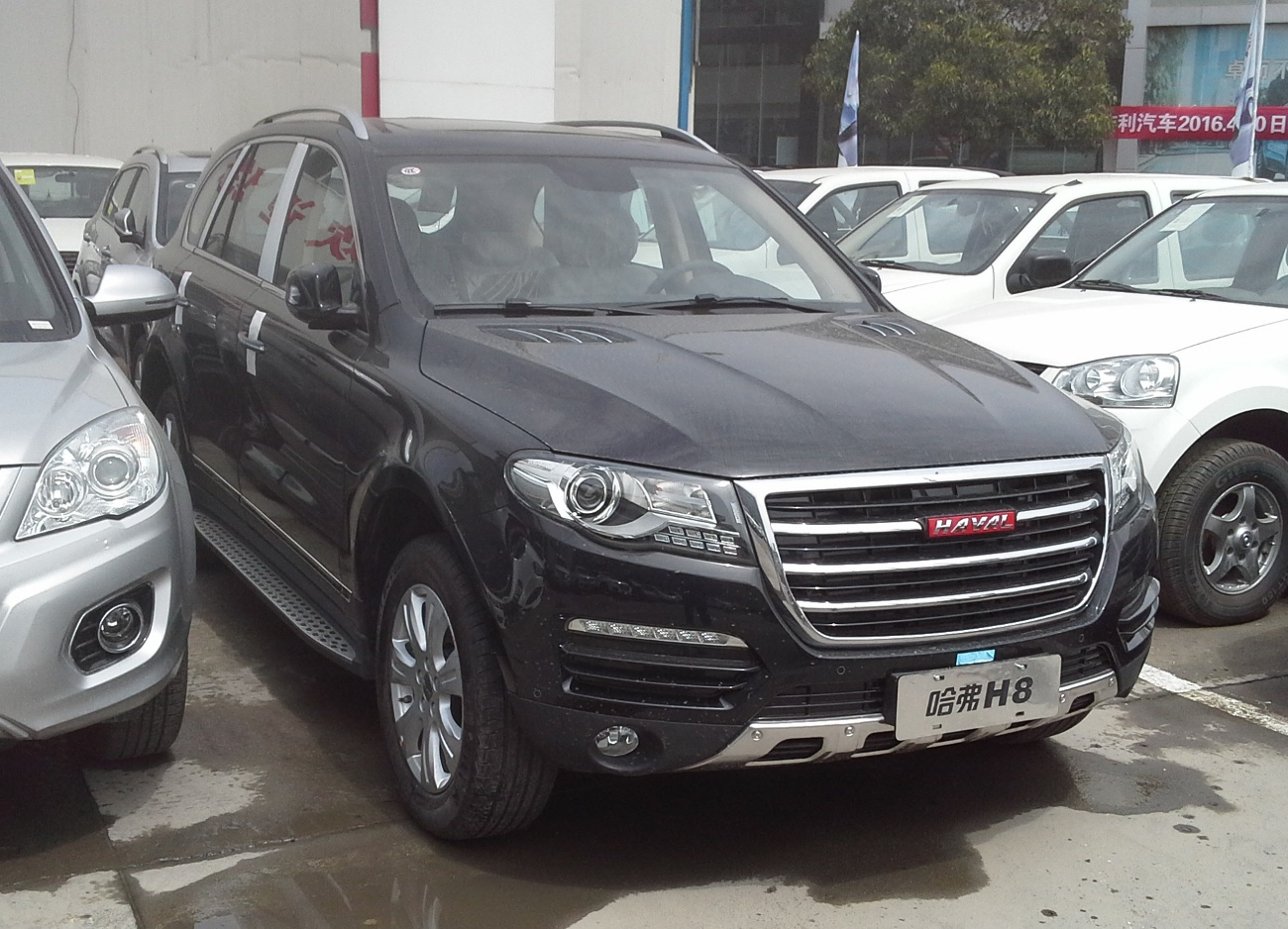
هاوال اچ۷ ال
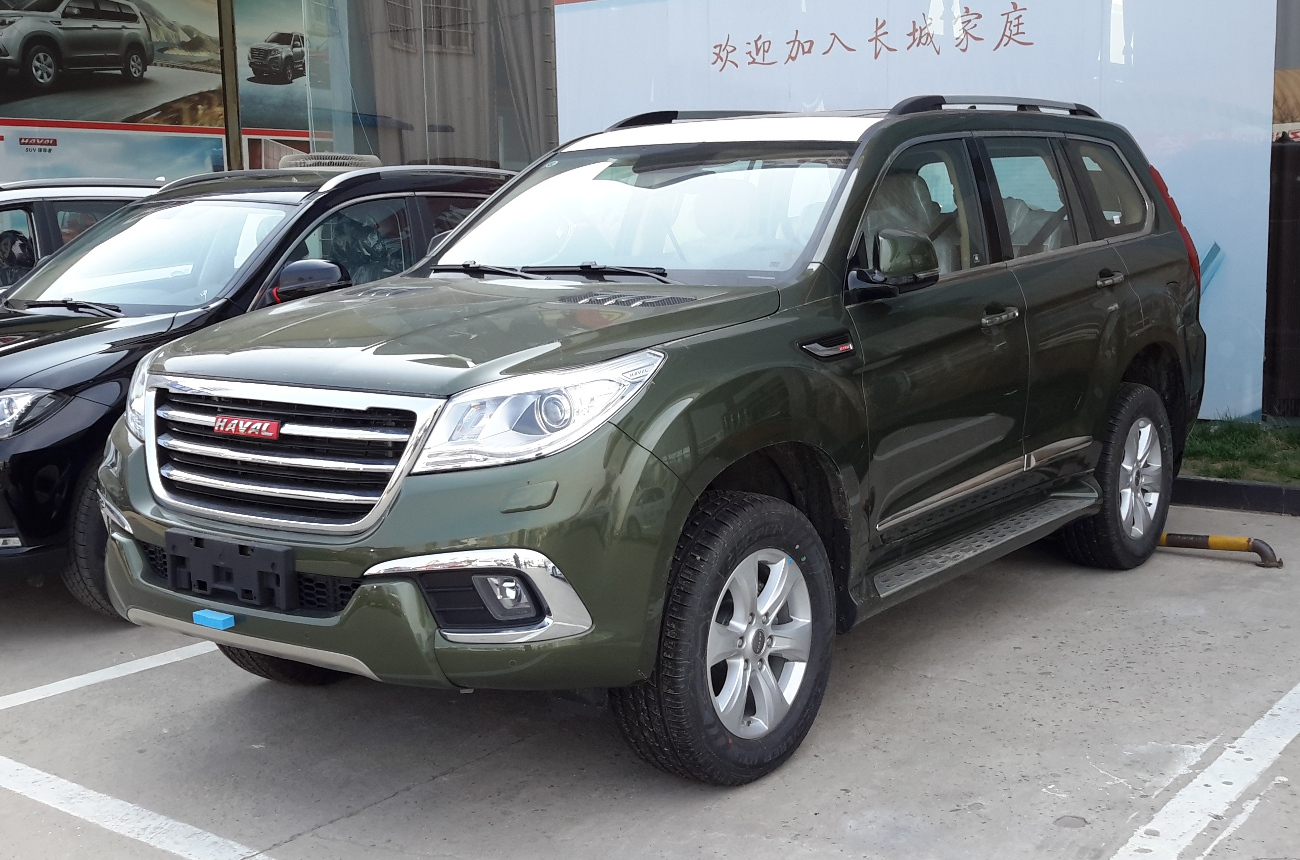
هاوال اچ۸
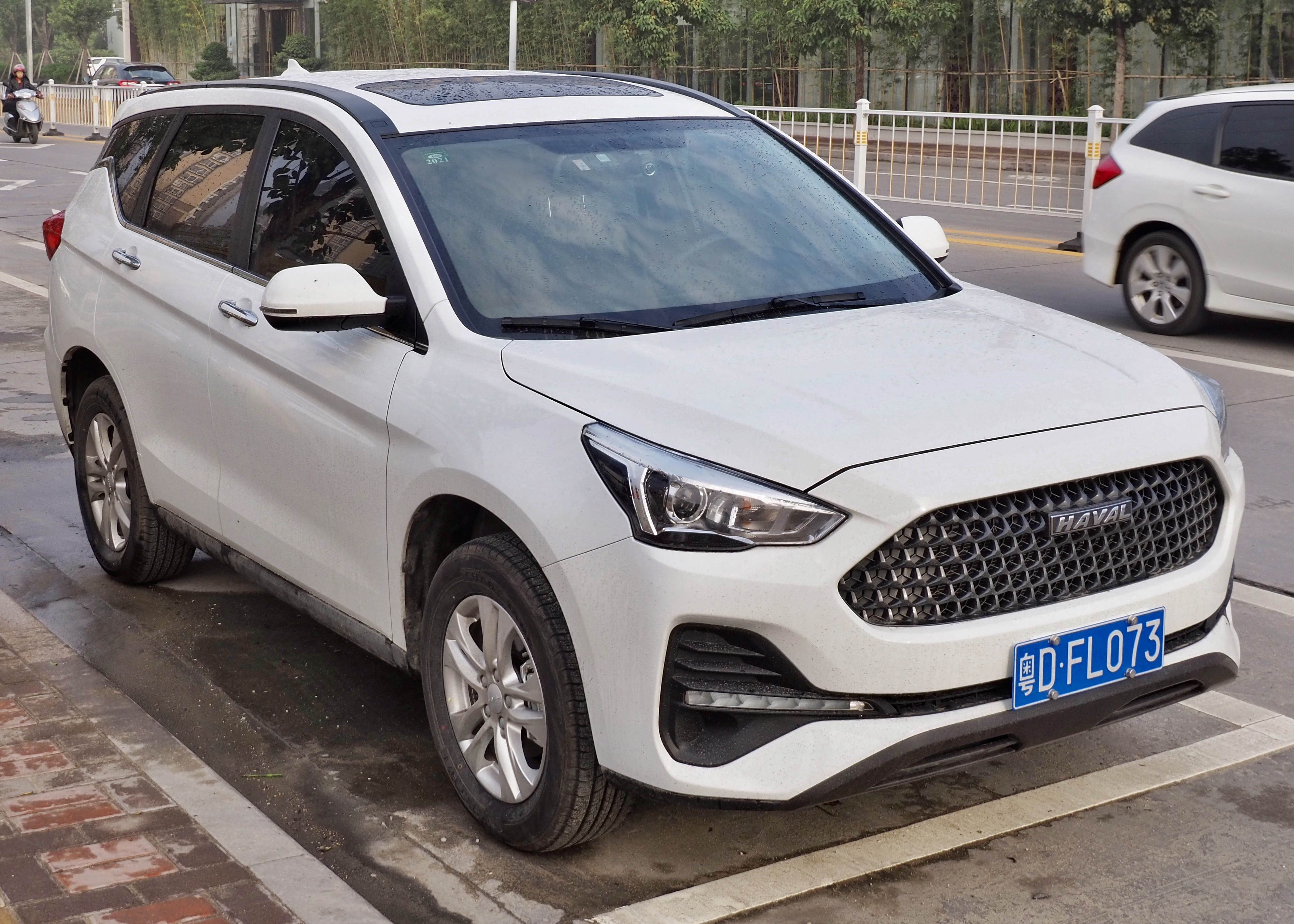
هاوال اچ۹
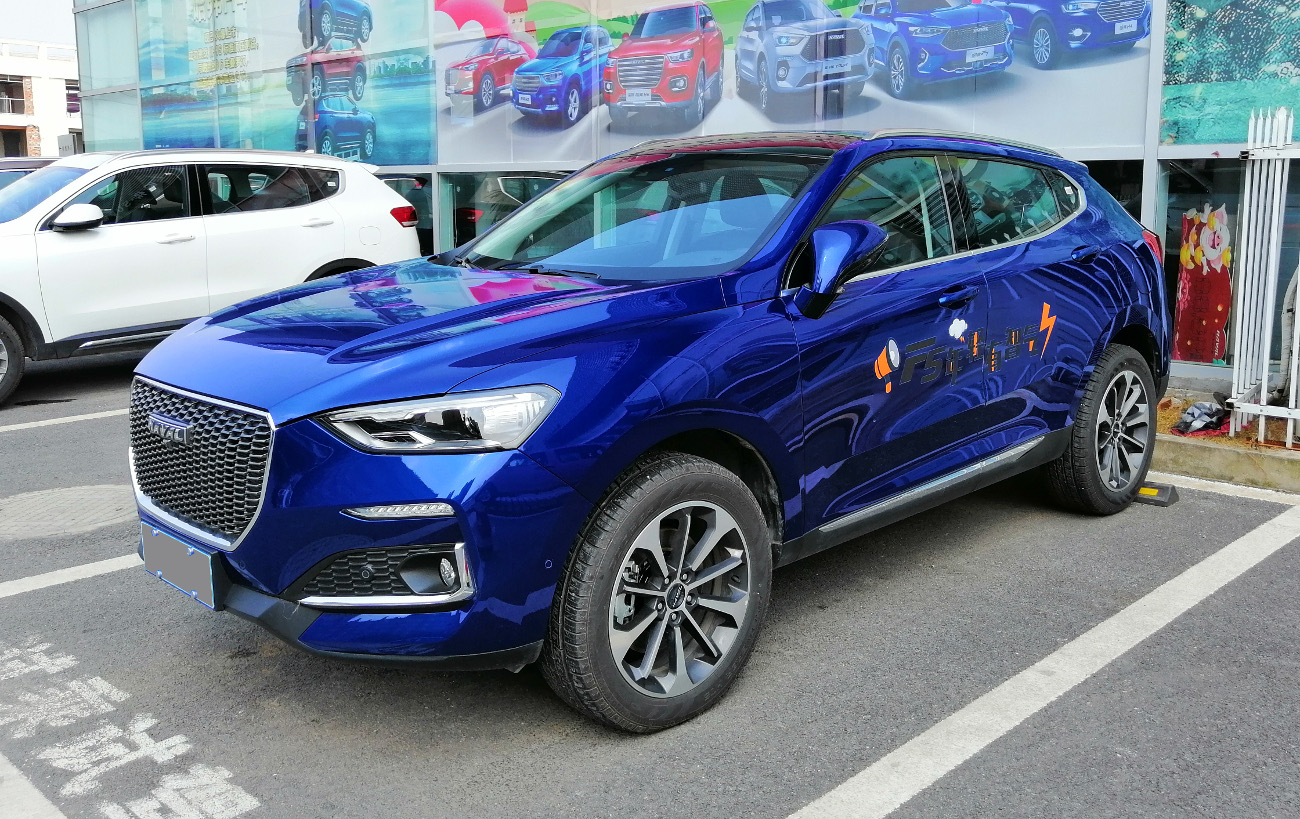
هاوال ام۶
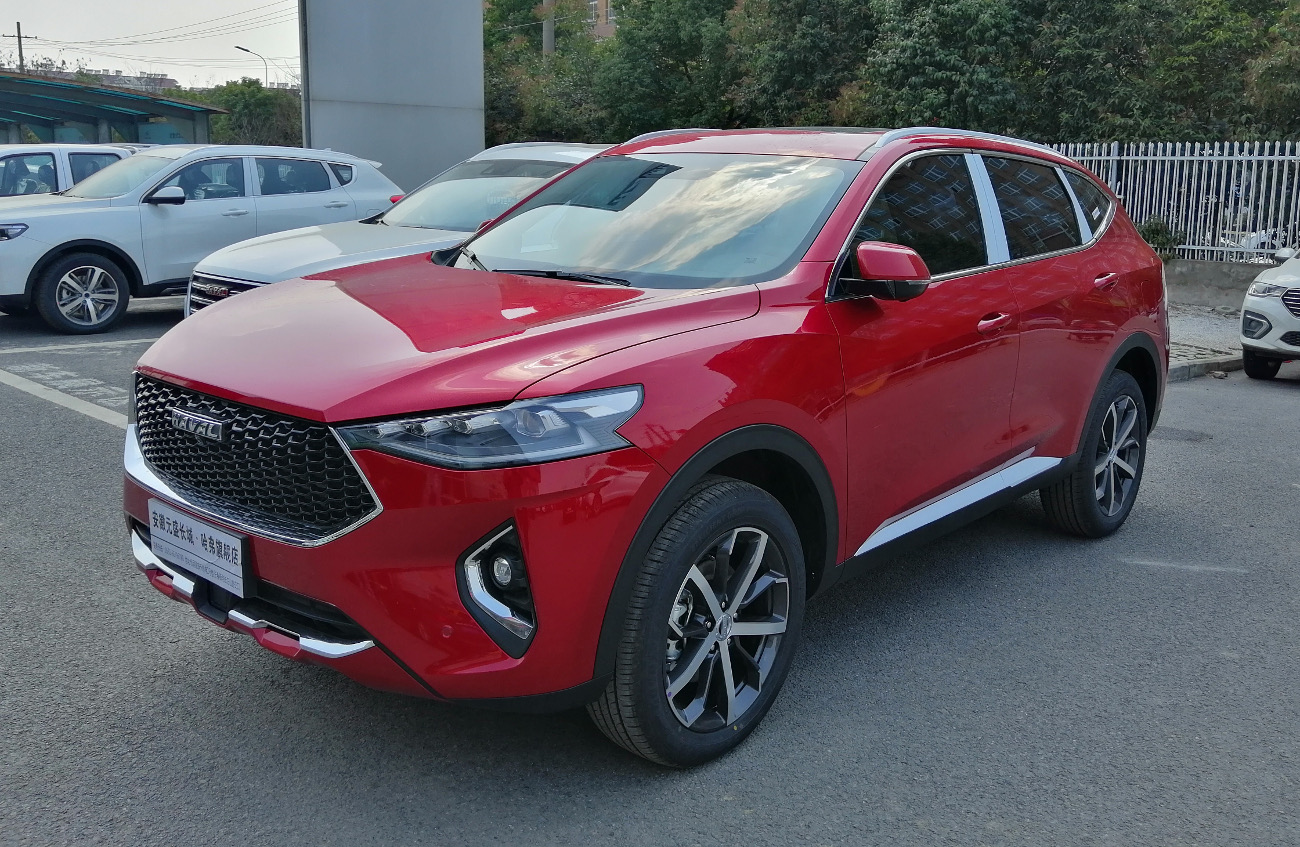
هاوال اف۵
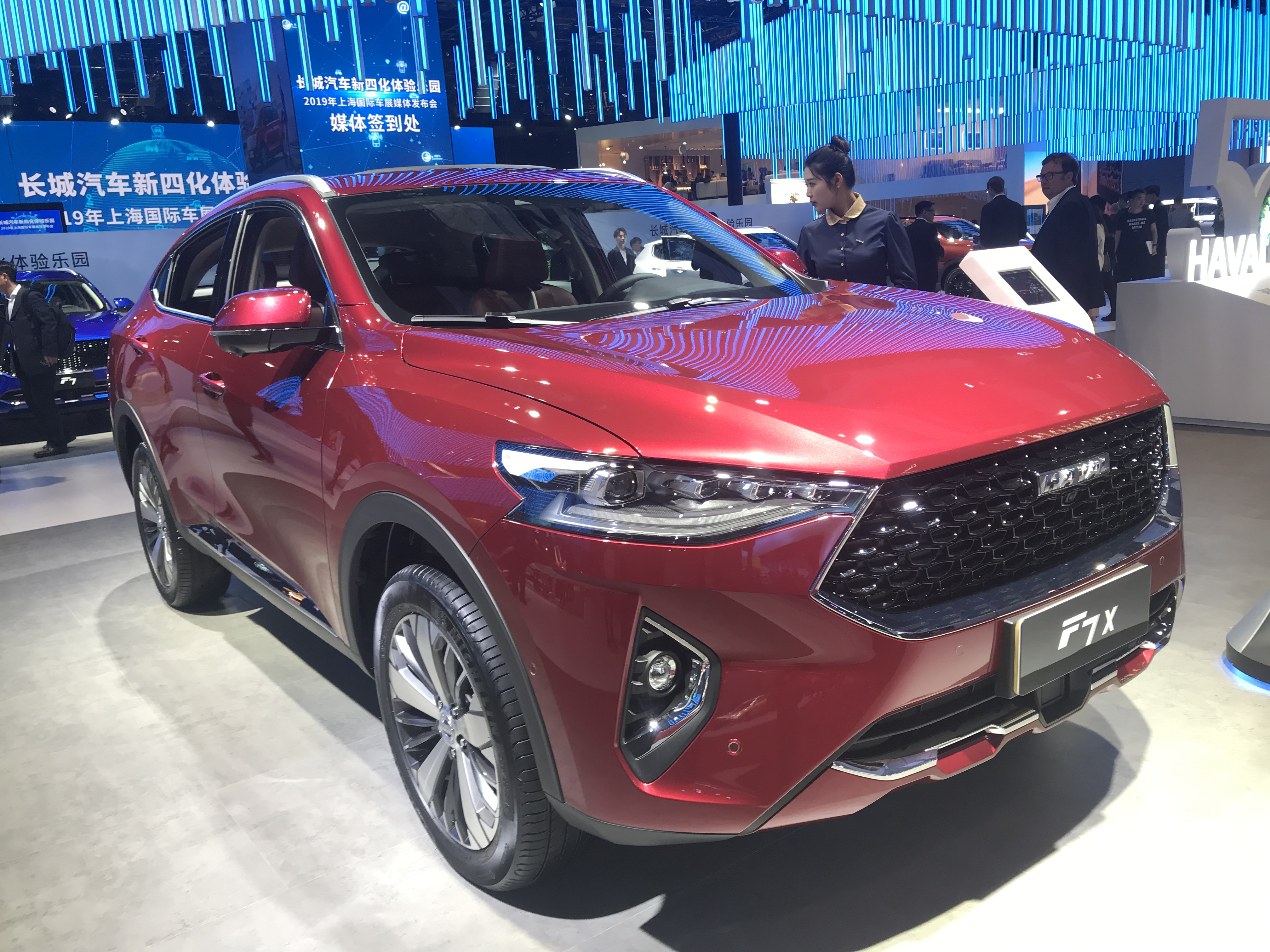
هاوال اف۷
- هاوال اف۷ایکس

- هاوال اچ۱
- هاوال اچ۲
- هاوال اچ۲اس
- هاوال اچ۴
- هاوال اچ۵
- هاوال اچ۶
- هاوال اچ۶ کوپه
- هاوال اچ۶ اسپرت
- هاوال اچ۷
- هاوال اچ۸
- هاوال اچ۹
- هاوال ام۶
- هاوال اف۵
- هاوال اف۷
- هاوال اف۷ایکس

## فروش
| سال  | فروش    |
| ---- | ------- |
| ۲۰۱۳ | ۲۰۸٬۶۵۲ |
| ۲۰۱۴ | ۳۸۲٬۰۷۱ |
| ۲۰۱۵ | ۶۴۰٬۲۰۰ |
| ۲۰۱۶ | ۷۸۹٬۱۶۴ |
| ۲۰۱۷ | ۸۴۹٬۵۵۴ |
| ۲۰۱۸ | ۷۶۶٬۰۶۲ |

آمار فروش خودروهای چینی: